# Limonia venustula
Limonia venustula är en tvåvingeart som först beskrevs av Alexander 1921.  Limonia venustula ingår i släktet Limonia och familjen småharkrankar.
Artens utbredningsområde är Kamerun. Inga underarter finns listade i Catalogue of Life.